# Митин, Виктор Яковлевич
Виктор Яковлевич Митин (12 июля 1929 — 4 июня 2020) — юный герой, участник Великой Отечественной войны, сын полка в составе 1079 стрелкового полка 312 стрелковой дивизии. Передовик советской электроэнергетики, инженер, общественник, Почётный гражданин города Тулы (2017).

## Биография
Родился 12 июля 1929 года в деревне Павловка, Рязанской области. В начале 30-х годов отец уехал работать в Узловую Тульской области — строить железнодорожное депо. А вскоре многодетной семье выдали квартиру в Сталиногорске (ныне — Новомосковск) и Виктор в этом городе пошёл учиться в школу. До войны отец подвергся репрессиям, но благодаря влиятельному брату сумел избежать серьёзного наказания, хотя и был исключен из партии и отправлен на тяжёлые строительные работы на Сталиногорской ГРЭС.
В 1941 году началась Великая Отечественная война, Виктору исполнилось 12 лет. В здании школы расположился военный госпиталь. Витя и его друзья помогали раненным бойцам: писали им письма, организовывали досуг. Несколько раз мальчишка пытался добровольцем уйти на фронт, но его возвращали домой. Только с восьмой попытки, паренька спрятали в эшелоне солдаты, которые возвращались из госпиталя на фронт. По прибытии в часть он сообщил, что является сиротой и скитается по стране. Виктора определили наблюдателем во взвод разведки. Работал на оккупированной территории, собирал ценные и важные сведения в тылу врага. Первой битвой считал Курско-Орловскую военную операцию.
Являлся участником освободительных операций в Смоленске, Белоруссии, Польши, а также в Висло-Одерской операции. Участвовали в штурме Познанской крепости. За взятие этой крепости ему была вручена медаль «За боевые заслуги». Штурмовал Берлин. Встретил Победу в составе 1079-го стрелкового полка 312-й стрелковой дивизии 69-й армии 1-го Белорусского фронта. Награждён боевыми наградами Советской Армии.
После войны возвратился в Сталиногорск. Трудоустроился радиомастером. В 1946 году был направлен на обучение в Астраханское мореходное училище, по окончании которого был вновь призван на военную службу. Служил на Тихоокеанском флоте.
Демобилизовавшись, в 1954 году стал работать монтером в электросетях. Без отрыва от производства завершил обучение на вечернем отделении Новомосковского химико-механического техникума.
В 1960 году был переведён работать в «Тулэнерго». Получил высшее инженерное образование на вечернем отделении факультета автоматики и телемеханики Тульского политехнического института.
В начале 1970-х годов на четыре года был откомандирован в Группу советских войск в Германии. Возвратившись до 1993 года продолжил работать в «Тулэнерго» ведущим инженером. Общий стаж работы энергетиком составил более 40 лет.
Находясь на пенсии, активно стал заниматься общественной деятельностью. Являлся членом президиума совета Тульской городской организации ветеранов, работал в образовательных организациях с молодежью, передавая свой богатый жизненный и трудовой опыт.
В 2017 году решением депутатов Тульской городской Думы, ему было присвоено звание Почётный гражданин города Тулы.
Умер 4 июня 2020 года в Туле.

## Награды
- Орден Отечественной войны 1 и 2 степени,
- Медаль За отвагу,
- Медаль "За боевые заслуги",
- Медаль "За взятие Берлина",
- Медаль «За победу над Германией в Великой Отечественной войне 1941—1945 гг.»,
- другие медали,
- Почётный гражданин города Тулы (2017).